# 20º Gruppo
Il 20º Gruppo Caccia Intercettori è un gruppo di volo appartenente al 4º Stormo dell'Aeronautica Militare, con la missione di addestrare i piloti assegnati alla linea Eurofighter, sotto il coordinamento del Comando forze da combattimento.
Il Gruppo ha sede nell'Aeroporto di Grosseto.

## Storia

### Prima guerra mondiale
Il XX Gruppo nasce il 26 marzo 1918 a Castenedolo (poi Aeroporto di Brescia-Montichiari) comandato dal Maggiore Giorgio Chiaperotti formato con le squadriglie 37ª Squadriglia Savoia-Pomilio SP.3 e 40 Squadriglia SIA 7b ed a giugno riceve la 113ª Squadriglia SAML di Medole che poi va a Cividate Camuno.
All'inizio di luglio la 37ª e 40ª vengono sciolte ed il gruppo al comando del Capitano Mario Martucci va a Brescia con la 113ª SAML e 136ª Squadriglia Pomilio per la 7ª Armata.
Dopo essere passato al comando del Magg. Luigi Tagliasacchi in agosto va a Cividate Camuno ricevendo la 2ª Sezione FBA sul Lago d'Iseo e la 120ª Squadriglia Pomilio.
In seguito arriva una sezione della 74ª Squadriglia sul campo di Cividate Camuno ed il 28 settembre cede la 2ª Sezione FBA.
Il 4 ottobre riceve la 72ª Squadriglia caccia e la 74ª Squadriglia.
Dopo la guerra il 1º dicembre si scioglie la 120ª ed il gruppo è all'Aeroporto di Udine-Campoformido.
Il 18 gennaio 1919 viene chiusa la 112ª ed il 6 febbraio arriva la 9ª Sezione Ansaldo S.V.A..
Nel mese di marzo è inquadrato nell'8ª Armata con la 113ª, 115ª Squadriglia e 8ª Sezione SVA ed in aprile è al comando del Magg. Djalma Juretigh con la 113ª e 115ª.
Il 1º agosto diventa Comando di Gruppo da Ricognizione Tattica e Strategica con la 113ª e 115ª SAML a Campoformido, 121ª Squadriglia SAML a Bolzano di San Giovanni al Natisone, 87ª Squadriglia aeroplani SVA 5 di Aiello del Friuli e 58ª Squadriglia SVA 10 di Verona.

### Regia Aeronautica
Il 20º Gruppo è stato ricostituito a il 1º giugno 1939, nell'Aeroporto di Ciampino, all'interno del 52º Stormo Caccia di Pontedera con aerei FIAT CR.32 e FIAT G.50 della Regia Aeronautica.
Poco tempo dopo il 20º Gruppo (351ª/352ª/353ª Squadriglia) viene fatto confluire nel costituendo 51º Stormo Caccia Terrestre basato a Ciampino Sud.

### Seconda guerra mondiale
Alla dichiarazione di guerra alla Francia ed al Regno Unito (10 giugno 1940) il 20º Gruppo C.T. comandato dal Maggiore Mario Bonzano con la 351ª (9 G 50) 352ª (9 G 50) e 353ª Squadriglia (7 G 50, 4 CR 32) assume la difesa della Capitale ed in previsione di non riuscire a garantire l'adeguato servizio di allarme notturno con i FIAT G.50, viene riequipaggiato con FIAT CR.32, Fiat C.R.42, mentre ai FIAT G.50 “diurni” si affiancano anche alcuni Macchi M.C.200, pur non essendo questi degli aerei da caccia notturna.
Rimasto a Ciampino Sud, crea sull’Aeroporto di Guidonia una delle prime Cellule d’Allarme della Regia Aeronautica, con una dotazione di FIAT CR.32 nella versione “quater”.
Alla fine dell'estate 1940 il 51º Stormo Caccia va in posizione di Reparto quadro, così il 20º Gruppo il 10 settembre 1940 entra nel Corpo Aereo Italiano sotto il 56º Stormo CT (Caccia Terrestre) agli ordini del Magg. Bonzano con 48 Fiat G 50 a Ursel e Flessinga (351ª, 352ª e 353ª Squadriglia).
Il 20º Gruppo trasferitosi in Belgio sarà incorporato nel II Fliegerkorps della Luftwaffe, tra i suoi piloti vi erano gli assi Furio Niclot Doglio ed Ennio Tarantola.
Il Gruppo opera per quasi sette mesi principalmente sulla Manica, senza risultati di rilievo in estenuanti decolli su allarme e crociere costiere alla ricerca di un contatto e dopo aver fatto ritorno in patria a metà aprile del 1941, la squadriglia 351 entra a far parte del 155 gruppo autonomo C.T. (insieme alla 360 e 378) su G50bis e viene inviata in Africa Settentrionale Italiana.
. Il 20 gruppo con l'arrivo della squadriglia 151, viene anch'esso trasferito in Africa Settentrionale, sempre su G50bis.
Nell'ambito dell'Operazione Crusader i G 50 del gruppo, si spostano dall'Aeroporto di Martuba al campo di Sidi Razegh. Mentre facevano rifornimento, vengono investiti da truppe corazzate nemiche entrate per oltre 80 km senza essere segnalate. Solo 3 piloti riescono a decollare per attaccare il nemico e rientrare a Martuba. Il 19 novembre vengono così persi 18 G 50.
La notte del 22 dicembre l'aeroporto di Agedabia riceve l'attacco dei commando inglesi. È un'altra strage di aerei italiani e tedeschi: tra questi, 5 G 50 del gruppo.
La missione nei territori africani necessiterà poi di un rientro che avviene con il ritorno nel 51º Stormo a Ciampino dove resterà fino alla metà del 1942 e dove la transiterà sul nuovo Macchi M.C.202 Folgore. Nella seconda metà dell'anno si sposta in Sicilia dove opera sul cielo di Malta contro la Royal Air Force, partecipa alla battaglia di Pantelleria (compresa nella Battaglia di mezzo giugno) e Battaglia di mezzo agosto, ed esegue missioni di scorta per i convogli diretti nei territori africani. 
Nel febbraio 1943 era sull'Aeroporto di Trapani-Chinisia al comando del Maggiore Riccardo Roveda.
Nel 1943 riceve in dotazione i Macchi M.C.205 Veltro per contrastare gli alleati ormai vicini allo sbarco sulle coste italiane ed all'8 settembre era all'Aeroporto di Foligno nel 51º Stormo Caccia Terrestre con la 151ª (3 M.C.205), 352ª (3 M.C.202) e 353ª Squadriglia (2 G.55).
Verso la fine dell’anno ritorna a Ciampino per difendere la capitale. Qui arriverà l’armistizio. Il Gruppo si trova inquadrato nelle forze della Regia Aeronautica Cobelligerante Italiana (ICAF) ed inserito nella Balkan Air Force con gli M.C.202 e M.C.205 oltre ai Supermarine Spitfire forniti dagli Alleati; qui opera sino al termine della guerra sui Balcani.